# Senegal op de Olympische Zomerspelen 2004
Senegal nam deel aan de Olympische Zomerspelen 2004 in Athene. Voor de vierde keer op rij werd geen medaille gewonnen.

## Deelnemers & Resultaten

### Atletiek
| Olympiër                                                   | Discipline             | Resultaat | Prestatie                                                    |
| ---------------------------------------------------------- | ---------------------- | --------- | ------------------------------------------------------------ |
| Oumar Loum                                                 | 200m (m)               | 37e       | serie 6: 6de in 20,97                                        |
| Abdoulaye Wagne                                            | 800m (m)               | 50e       | serie 7: 5de in 1.47,95                                      |
| Ndiss Kaba Badji                                           | verspringen (m)        | 27e       | kwalificatie groep A: 14de met 7,74m                         |
|                                                            |                        |           |                                                              |
| Fatou Bintou Fall                                          | 400m (v)               | 12e       | serie 1: 4de in 51,87 halve finale 2: 4de in 51,21           |
| Amy Mbacke Thiam                                           | 400m (v)               | 29e       | serie 3: 5de in 52,44                                        |
| Mame Tacko Diouf                                           | 400m horden (v)        | 29e       | serie 4: 6de in 57,25                                        |
| Aida Diop Aminata Diouf Mame Tacko Diouf Fatou Bintou Fall | 4x400m (v)             | 12e       | serie 2: 8ste in 3.35,18                                     |
| Kene Ndoye                                                 | verspringen (v)        | 22e       | kwalificatie groep A: 14de met 6,45m                         |
| Kene Ndoye                                                 | hink-stap-springen (v) | 14e       | kwalificatie groep A: 3de met 14,79m finale: 14de met 14,18m |

### Judo
| Olympiër          | Discipline | Resultaat | Prestatie                                                                                   |
| ----------------- | ---------- | --------- | ------------------------------------------------------------------------------------------- |
| Hortense Diedhiou | -52kg (v)  | 15e       | 1ste ronde: vrij 2de ronde: V van JPN Yokosawa: waza-ari herkansingen: V van PRK Sang: yuko |

### Schermen
| Olympiër      | Discipline | Resultaat | Prestatie                                     |
| ------------- | ---------- | --------- | --------------------------------------------- |
| Aminata Ndong | degen (v)  | DNS       | 1ste ronde: V van GRE Sidiropoulou: walk-over |
| Nafi Toure    | sabel (v)  | 24e       | 1ste ronde: V van ROU Gheorghitoaia: 6-15     |

### Tafeltennis
| Olympiër      | Discipline    | Resultaat | Prestatie                                                 |
| ------------- | ------------- | --------- | --------------------------------------------------------- |
| Mohamed Gueye | enkelspel (m) | 49e       | 1ste ronde: V van GER Wosik: 0-4 (4-11, 5-11, 6-11, 4-11) |

### Worstelen
| Olympiër      | Discipline  | Resultaat   | Prestatie                                                                      |
| Vrije stijl   | Vrije stijl | Vrije stijl | Vrije stijl                                                                    |
| ------------- | ----------- | ----------- | ------------------------------------------------------------------------------ |
| Mohamed Gueye | -84kg (m)   | 17e         | groep 7: 4de V van TJK Aliev: 1-3 V van RUS Sazhidov: 0-4 V van ROU Ghiță: 1-3 |

### Zwemmen
| Olympiër     | Discipline          | Resultaat | Prestatie                |
| ------------ | ------------------- | --------- | ------------------------ |
| Malick Fall  | 100m schoolslag (m) | 40e       | serie 4: 4de in 1.04,50  |
| Malick Fall  | 200m schoolslag (m) | 43e       | serie 1: 4de in 2.22,31  |
| Malick Fall  | 200m wisselslag (m) | 47e       | serie 3: 8ste in 2.12,13 |
|              |                     |           |                          |
| Khadija Ciss | 200m vrije slag (v) | 40e       | serie 2: 6de in 2.09,04  |
| Khadija Ciss | 800m vrije slag (v) | 29e       | serie 1: 7de in 9.20,06  |

Afghanistan · Albanië · Algerije · Amerikaanse Maagdeneilanden · Amerikaans-Samoa · Andorra · Angola · Antigua en Barbuda · Argentinië · Armenië · Aruba · Australië · Azerbeidzjan · Bahama's · Bahrein · Bangladesh · Barbados · België · Belize · Benin · Bermuda · Bhutan · Bolivia · Bosnië en Herzegovina · Botswana · Brazilië · Britse Maagdeneilanden · Brunei · Bulgarije · Burkina Faso · Burundi · Cambodja · Canada · Centraal-Afrikaanse Republiek · Chili · China · Chinees Taipei · Colombia · Comoren · Congo-Brazzaville · Congo-Kinshasa · Cookeilanden · Costa Rica · Cuba · Cyprus · Denemarken · Djibouti · Dominica · Dominicaanse Republiek · Duitsland · Ecuador · Egypte · El Salvador · Equatoriaal-Guinea · Eritrea · Estland · Ethiopië · Fiji · Filipijnen · Finland · Frankrijk · Gabon · Gambia · Georgië · Ghana · Grenada · Griekenland · Groot-Brittannië · Guam · Guatemala · Guinee · Guinee‑Bissau · Guyana · Haïti · Honduras · Hongarije · Hongkong · Ierland · IJsland · India · Indonesië · Irak · Iran · Israël · Italië · Ivoorkust · Jamaica · Japan · Jemen · Jordanië · Kaaimaneilanden · Kaapverdië · Kameroen · Kazachstan · Kenia · Kirgizië · Kiribati · Koeweit · Kroatië · Laos · Lesotho · Letland · Libanon · Liberia · Libië · Liechtenstein · Litouwen · Luxemburg · Macedonië · Madagaskar · Malawi · Malediven · Maleisië · Mali · Malta · Marokko · Mauritanië · Mauritius · Mexico · Micronesië · Moldavië · Monaco · Mongolië · Mozambique · Myanmar · Namibië · Nauru · Nederland · Nederlandse Antillen · Nepal · Nicaragua · Nieuw-Zeeland · Niger · Nigeria · Noord-Korea · Noorwegen · Oeganda · Oekraïne · Oezbekistan · Oman · Oostenrijk · Oost‑Timor · Pakistan · Palau · Palestina · Panama · Papoea-Nieuw-Guinea · Paraguay · Peru · Polen · Portugal · Puerto Rico · Qatar · Roemenië · Rusland · Rwanda · Saint Kitts en Nevis · Saint Lucia · Saint Vincent en Grenadines · Salomonseilanden · Samoa · San Marino · Sao Tomé en Principe · Saoedi-Arabië · Senegal · Servië en Montenegro · Seychellen · Sierra Leone · Singapore · Slovenië · Slowakije · Soedan · Somalië · Spanje · Sri Lanka · Suriname · Swaziland · Syrië · Tadzjikistan · Tanzania · Thailand · Togo · Tonga · Trinidad en Tobago · Tsjaad · Tsjechië · Tunesië · Turkije · Turkmenistan · Uruguay · Vanuatu · Venezuela · Verenigde Arabische Emiraten · Verenigde Staten · Vietnam · Wit-Rusland · Zambia · Zimbabwe · Zuid-Afrika · Zuid-Korea · Zweden · Zwitserland